# La Course aux millions
 (juillet 2025).
Pour plus de détails, voir Fiche technique et Distribution.
La Course aux millions est un film muet français réalisé par Louis Feuillade et sorti en 1912.

## Fiche technique
- Réalisation et scénario : Louis Feuillade
- Société de production : Société des Établissements L. Gaumont
- Pays de production: France
- Format : Noir et blanc — 35 mm — 1,33:1 — Muet
- Genre : Film dramatique
- Durée : 12 minutes
- Date de sortie :
  - France : 13 décembre 1912

## Distribution
- Renée Carl
- Maurice Luguet
- Jane Marken : une infirmière
- René Navarre : Dervieux
- Nelly Palmer
- Alice Tissot
- Edmond Bréon